# 海山站 (新北市)
24°59′06″N 121°26′56″E / 24.98500°N 121.44889°E

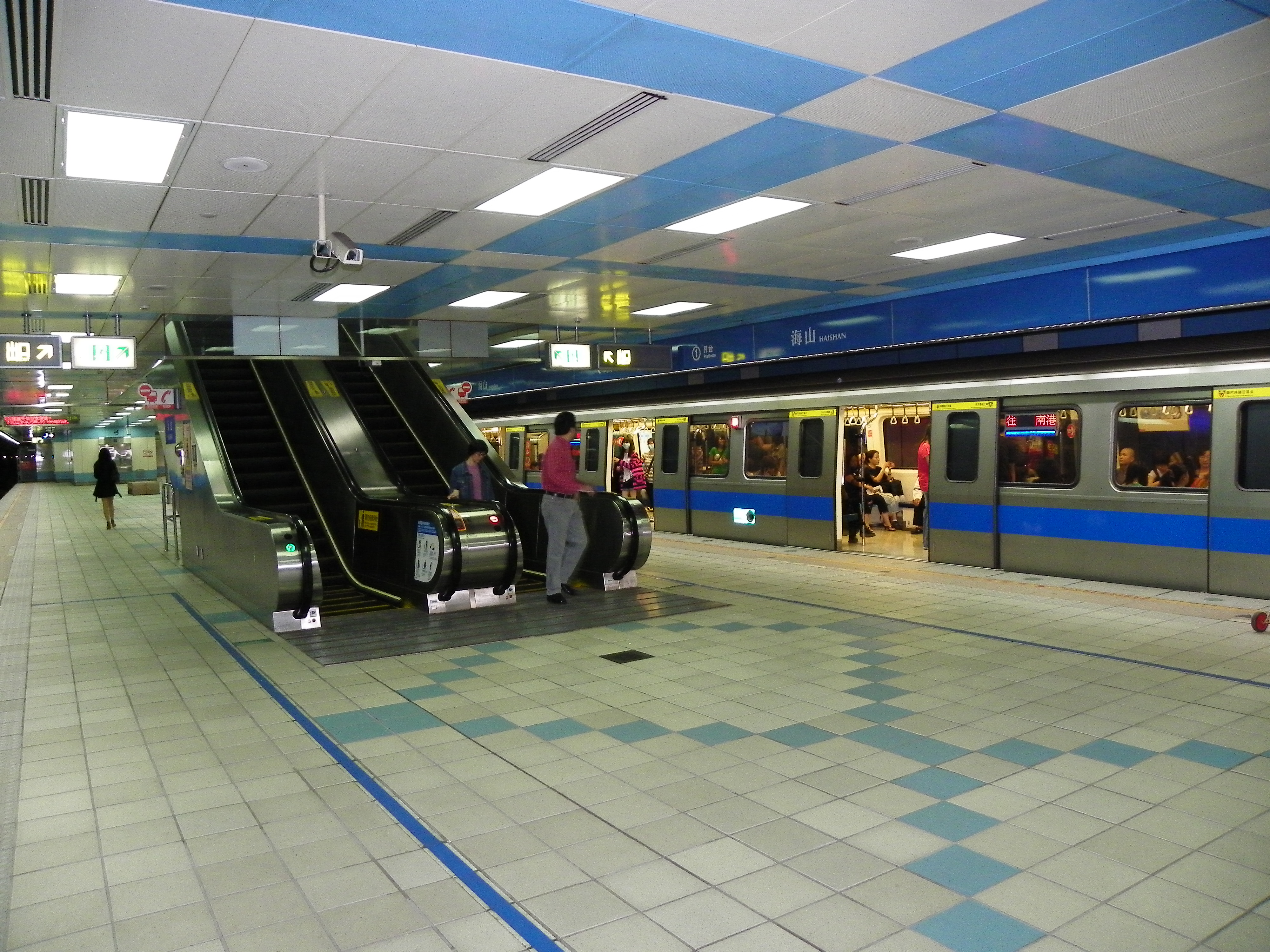
月台層

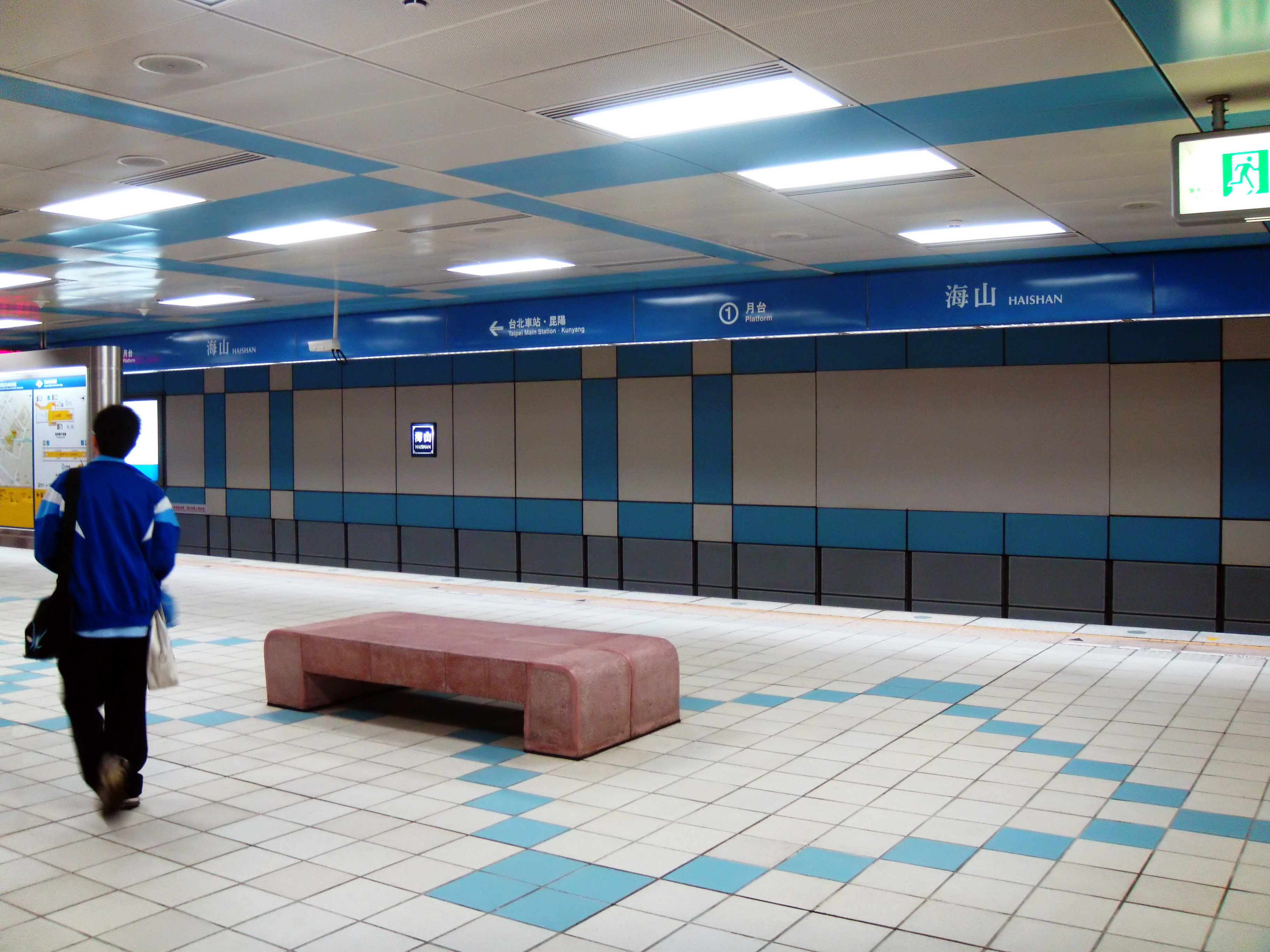
南港站及南港展覽館站通車前之1號月台（往昆陽方向）（攝於2008年3月18日，星期二）

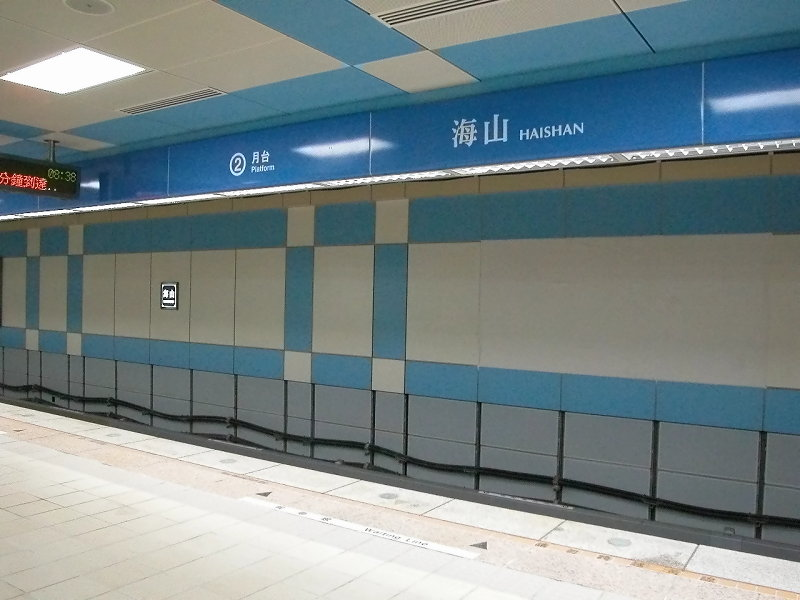
南港站及南港展覽館站通車前之2號月台，攝於2006年6月25日

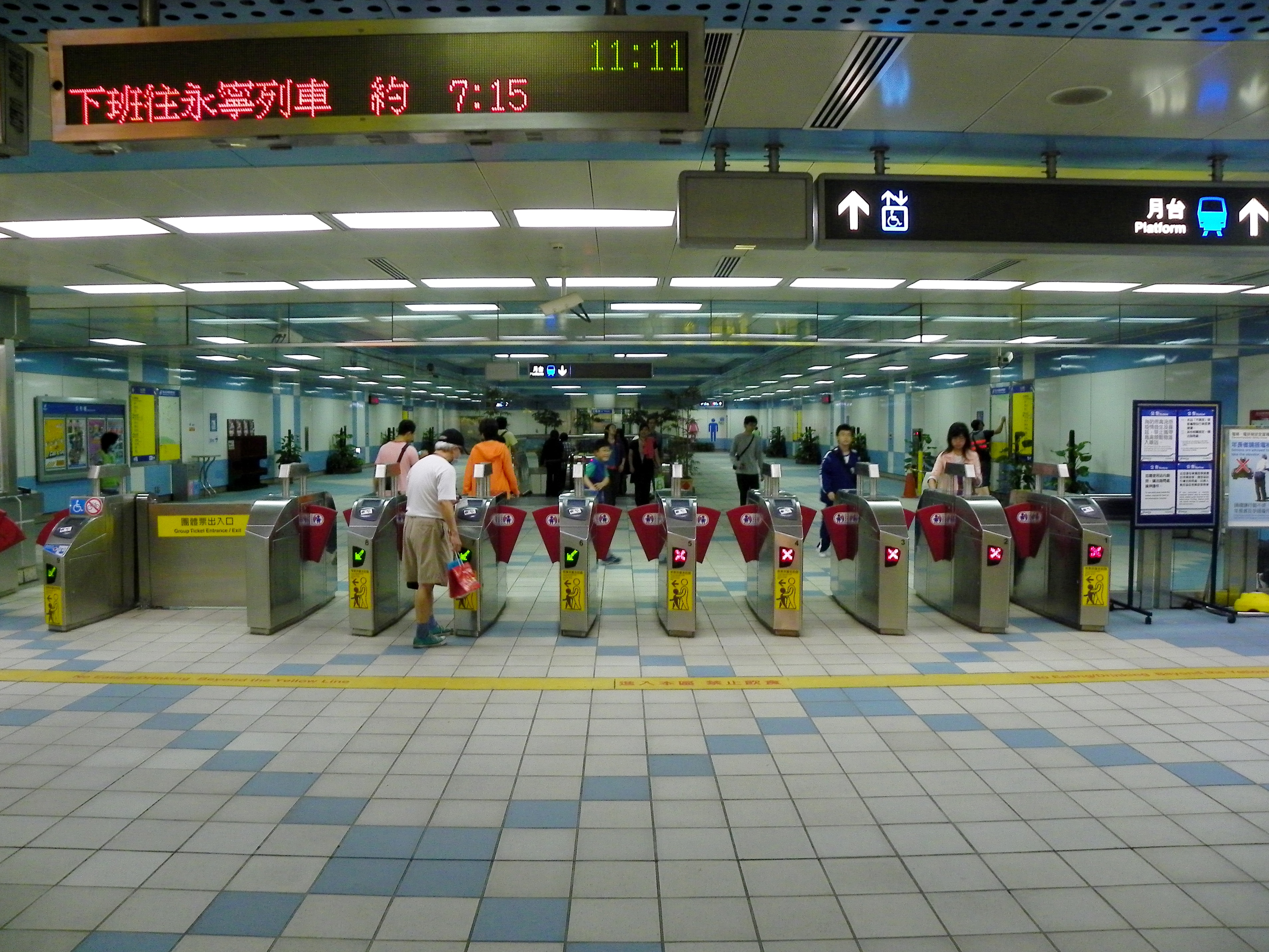
海山站大廳

海山站，副站名新北高工，位於台灣新北市土城區明德里與樂利里、裕生里交界處，為台北捷運板南線（土城線）的捷運車站。土城機廠位於本站與亞東醫院站之間向西分歧的軌道處。

## 車站概要
車站位於大安圳公館溝地下，明德路與學府路口北邊；車站編號為BL04，通車前曾暫名為海山高工，今新北高工。站名源自地名「海山」。

## 車站構造
地下二層車站，一個島式月台，三個出入口。本站設有半高式月台門。

### 車站樓層
| 地面      | 出入口             | 出入口                                       |
| 地下 一樓 | 大廳層             | 車站大廳、詢問處、自動售票機、驗票閘門       |
| 地下 一樓 | 大廳層             | 洗手間（站體南側付費區內）                   |
| 地下 二樓 | 一月台             | ← 板南線 往南港展覽館方向（BL05 亞東醫院站） |
| 地下 二樓 | 島式月台，左側開門 |                                              |
| 地下 二樓 | 二月台             | 板南線 往頂埔方向（BL03 土城站）→            |

### 車站出口
出口1位於車站西側，出口2、3位於車站東側，無障礙電梯位於出口2。
| 出入口                          | 圖片 | 位置     |
| ------------------------------- | ---- | -------- |
| 出入口1 · 設有電梯 · 設有手扶梯 |      | 樂利國小 |
| 出入口2 · 設有手扶梯            |      | 新北高工 |
| 出入口3 · 設有電梯 · 設有手扶梯 |      | 裕民路   |
| 註： 設有電梯 \| 設有手扶梯     |      |          |

## 歷史
- 2006年5月31日：隨著板橋線「新埔－府中」段與土城線「府中－永寧」段正式通車而啟用[3]（p. 330）。
- 2017年3月：半高式月台門正式啟用。
- 2024年10月：新增副站名新北高工。

## 利用狀況
根據2024年12月資料，本站每日旅運量約為46,347，在台北捷運各站中排行第40名。
| 年   | 年間      | 年間      | 年間       | 年間  | 單日平均 | 單日平均 |
| 年   | 上車      | 下車      | 上下車計   | 來源  | 上車     | 上下車   |
| ---- | --------- | --------- | ---------- | ----- | -------- | -------- |
| 2006 | 2,286,344 | 2,267,541 | 4,553,885  | [ 4 ] | 10,634   | 21,181   |
| 2007 | 4,490,048 | 4,438,326 | 8,928,374  | [ 4 ] | 12,302   | 24,461   |
| 2008 | 5,258,101 | 5,170,513 | 10,428,614 | [ 4 ] | 14,366   | 28,493   |
| 2009 | 5,497,817 | 5,417,897 | 10,915,714 | [ 4 ] | 15,063   | 29,906   |
| 2010 | 5,890,190 | 5,815,301 | 11,705,491 | [ 4 ] | 16,138   | 32,070   |
| 2011 | 6,326,046 | 6,265,735 | 12,591,781 | [ 4 ] | 17,332   | 34,498   |
| 2012 | 6,533,205 | 6,486,019 | 13,019,224 | [ 4 ] | 17,850   | 35,572   |
| 2013 | 6,637,812 | 6,604,188 | 13,242,000 | [ 4 ] | 18,186   | 36,279   |
| 2014 | 6,781,790 | 6,772,135 | 13,553,925 | [ 4 ] | 18,580   | 37,134   |
| 2015 | 6,970,586 | 6,986,841 | 13,957,427 | [ 4 ] | 19,097   | 38,240   |
| 2016 | 7,191,607 | 7,243,810 | 14,435,417 | [ 4 ] | 19,649   | 39,441   |
| 2017 | 7,323,191 | 7,408,978 | 14,732,169 | [ 4 ] | 20,064   | 40,362   |
| 2018 | 7,559,052 | 7,649,109 | 15,208,161 | [ 4 ] | 20,710   | 41,666   |

## 車站周邊
- 新北市立新北高級工業職業學校
- 新北市土城區樂利國民小學
- 土城機廠
- 新北市公共自行車租賃系統
  - 捷運海山站（1號出口）
  - 捷運海山站（2號出口）
  - 捷運海山站（3號出口）
  - 捷運海山站（3號出口）轉乘停車場
- 恩樺醫院
- 貨饒區民活動中心
- 土城仁安醫院
- 新北市土城區廣福國民小學
- 廣福派出所
- 臺灣新北地方法院

## 公車資訊
| 出口     | 公車站名       | 公車路線                          | 經營業者 | 行駛方向                                         |
| -------- | -------------- | --------------------------------- | -------- | ------------------------------------------------ |
| 出口1、2 | 捷運海山站     | 265經明德路                       | 大南汽車 | 往土城方向，往行政院方向                         |
| 出口3    | 免費接駁車站位 | 日月光廣場免費接駁車              | 乙泰通運 | 往土城日月光廣場方向(員林里)                     |
| 出口3    | 捷運海山站     | 藍41                              | 基隆客運 | 往土城中華路方向／往中和捷運永安市場站方向       |
| 出口3    | 捷運海山站     | 藍41經延和路                      | 基隆客運 | 往土城中華路方向／往中和捷運永安市場站方向       |
| 出口3    | 捷運海山站     | 656                               | 台北客運 | 往台北捷運台大醫院站方向／往宏國德霖科技大學方向 |
| 出口3    | 捷運海山站     | 573                               | 台北客運 | 往南天母方向/信義國小方向，原F605                |
| 出口3    | 捷運海山站     | 985萬大樹林先導公車               | 三重客運 | 往捷運輔大站/捷運龍山寺                          |
| 出口3    | 捷運海山站     | 土城金城路三段-樹林大安路跳蛙公車 | 三重客運 | 往樹林樹人家商                                   |

- 周邊站位
  - 新北高工(學府路)：
    - 262：往宏國德霖科技大學/民生社區
    - 573：往南天母/信義國小

  - 學士路口：
    - 262：往宏國德霖科技大學/民生社區
    - 265：往行政院/土城捷運海山站

  - 裕民路：
    - 573：往南天母/信義國小
    - 656：往宏國德霖科技大學/捷運臺大醫院站
    - 985：往捷運輔大站/捷運龍山寺站
    - 藍41：往捷運海山站/捷運永安市場站
    - 藍41經延和路：往捷運海山站/捷運永安市場站
    - 土城金城路三段-樹林大安路跳蛙公車：往樹人家商

  - 貨饒里
    - 265：往行政院/土城大同莊園、土城捷運海山站
    - 574：往南天母/信義國小
    - 705：往三峽/西門
    - 712副線：往迴龍/土城醫院
    - 805：往捷運永寧站/五股
    - 810：往土城大同莊園/迴龍
    - 847區間車繞土城：往捷運亞東醫院站/樹林(經土城醫院)
    - 985：往捷運輔大站/捷運龍山寺站
    - 1962：往桃園國際機場

## 腳註

### 來源資料
1. ↑   (新闻稿). 台北捷運. 2016-04-11  [2016-04-11]. （原始内容存档于2016-04-11） （中文（臺灣））.
2. 1 2  . 臺北大眾捷運股份有限公司. 2021-01-15.
3. ↑  徐榮崇. . 臺北市文獻委員會. 2015年12月  [2020-01-04]. ISBN 9789860469875. （原始内容存档于2020-12-07）.
4. ↑  臺北捷運公司. . 2019-02-26  [2019-08-10]. （原始内容存档于2020-11-28）. 臺北市統計資料庫查詢系統

## 外部連結
- 臺北大眾捷運股份有限公司 （页面存档备份，存于）
- 臺北市政府捷運工程局 （页面存档备份，存于）
- 海山站位置圖（台北捷運公司） （页面存档备份，存于）
- 海山站車站剖面相關位置圖（台北捷運公司） （页面存档备份，存于）
- 販賣店現況 （页面存档备份，存于）